# Пой-Сіппі (Вісконсин)
Пой-Сіппі (англ. Poy Sippi) — місто (англ. town) в США, в окрузі Вошара штату Вісконсин. Населення — 919 осіб (2020).

## Демографія
Згідно з переписом 2010 року, у місті мешкала 931 особа в 394 домогосподарствах у складі 263 родин. Було 447 помешкань
Расовий склад населення:
| - 98,0 % — білих - 0,4 % — корінних американців - 0,2 % — чорних або афроамериканців - 1,0 % — осіб інших рас |

До двох чи більше рас належало 0,4 %. Частка іспаномовних становила 2,6 % від усіх жителів.
За віковим діапазоном населення розподілялося таким чином: 22,9 % — особи молодші 18 років, 61,5 % — особи у віці 18—64 років, 15,6 % — особи у віці 65 років та старші. Медіана віку мешканця становила 42,8 року. На 100 осіб жіночої статі у місті припадало 102,8 чоловіків;  на 100 жінок у віці від 18 років та старших — 103,4 чоловіків також старших 18 років.
Середній дохід на одне домашнє господарство  становив 64 072 долари США (медіана — 58 125), а середній дохід на одну сім'ю — 67 062 долари (медіана — 71 923). Медіана доходів становила 49 625 доларів для чоловіків та 34 408 доларів для жінок. За межею бідності перебувало 8,0 % осіб, у тому числі 8,4 % дітей у віці до 18 років та 7,9 % осіб у віці 65 років та старших.
Цивільне працевлаштоване населення становило 427 осіб. Основні галузі зайнятості: виробництво — 20,6 %, роздрібна торгівля — 12,9 %, освіта, охорона здоров'я та соціальна допомога — 12,6 %.